# Believe My Love/友情物語
「Believe My Love/友情物語」（ビリーブ・マイ・ラブ/ゆうじょうものがたり）は、Aice5の2作目のシングル。2006年5月24日にスターチャイルド（キングレコード）から発売された。

## 概要
- 両A面シングルであり、初回限定盤（KICM-91165）と通常盤（KICM-1165）の2種類リリース。初回限定盤には写真集が付属する。
- カップリングにはBelieve My Loveのリミックス版が収録されている。

## 収録曲
1. Believe My Love [3:04]
  - 作詞：Shoko、作曲・編曲：水島康貴
2. 友情物語 [4:08]
  - 作詞：有森聡美、作曲・編曲：大川茂伸

  - テレビ東京系アニメ『いぬかみっ!』エンディングテーマ
3. Believe My Love  （HYPER TRANCE MIX）[3:17]
4. Believe My Love  （off vocal version）
5. 友情物語  （off vocal version）